# Príncep Munetaka
El Príncep Munetaka (宗尊親王, Munetaka Shinnō, 15 de desembre de 1242 - 2 de setembre de 1274) va ser el sisè shogun del shogunat Kamakura del Japó; va governar entre 1252 fins al 1266.
Va ser el primer fill de l'Emperador Go-Saga i estava controlat per regents del clan Hōjō. Va assumir el tron als deu anys, quan el cinquè shogun Kujō Yoritsugu va ser despullat pel mateix clan Hōjō quan van considerar que era massa gran per tenir-lo com un governant titella. Posteriorment seria un escriptor de yamato-uta.